# Walid Mesloub
Walid Mesloub, né le 4 septembre 1985 à Trappes, est un footballeur international algérien, qui a également la citoyenneté française. Il joue au poste de milieu de terrain.
Il compte 7 sélections en équipe nationale depuis 2010.

## Biographie

### Enfance et carrière amateur
Walid Mesloub grandit à Trappes, en banlieue parisienne. C'est là qu'il commence à jouer au football. "Toucher le ballon avec la semelle, je fais ça depuis que je joue au quartier, en salle ou dans la rue. Tous les soirs on dribblait, on taquinait le ballon.", dit-il aujourd'hui. À 13 ans, il est repéré et approché par le Paris Saint-Germain, mais ses parents refusent.
Jusqu'à l'âge de 22 ans, il évolue donc successivement dans plusieurs clubs amateurs de la banlieue parisienne, et parallèlement à cette carrière amateur, il occupe plusieurs emplois : « Avant de signer mon premier contrat pro, à Istres, j’avais un boulot. J’ai été facteur, j’ai travaillé en maison de retraite. Je conduisais les personnes âgées pour qu’elles fassent leur course. Je n’ai pas le droit de prendre la grosse tête. ». Formé au FC Versailles, en 2005 il s'engage au Levallois SC.
En 2007, alors âgé de 22 ans, il est repéré par plusieurs clubs professionnels, alors qu'il joue en CFA avec le club de Levallois. Il est notamment sollicité par Christian Gourcuff pour rejoindre le FC Lorient, mais il décline la proposition car il n'était pas sûr d'avoir un temps de jeu suffisant et préfère rejoindre le FC Istres en National. Chez les aviateurs, il inscrit 19 buts et joue 95 matchs en trois saisons.

### Carrière professionnelle

#### Le Havre AC
Après avoir été joueur du FC Istres pendant trois ans où il a connu la montée en Ligue 2. Il signe au Havre pour deux ans et demi. Pour sa première saison au club il ne dispute que 17 matchs en championnat mais marque à 4 reprises, l'année suivante il devient un joueur clé du club avec 35 matchs toutes compétitions confondues pour cinq buts marqués. Lors de la saison 2011-2012, le joueur est titulaire indiscutable dans son équipe, Walid participe à 34 rencontres en Ligue 2 dont 4 en coupe de France. La saison suivante, c'est sa meilleure année au Havre, il montre tout son potentiel offensif, il est auteur de 10 buts. L'année d'après, il fait une saison pleine, il inscrit 8 buts et délivre 9 passes décisives.

#### FC Lorient
Walid Mesloub signe un contrat de trois ans au FC Lorient en Ligue 1. Après 172 matchs en Ligue 2 il découvre pour la première fois le plus haut niveau du football français. Ces deux premières saisons à Lorient sont convaincantes, le club décide de le prolonger d'un an, en 2016 il se blesse gravement, écarté des terrains il revient quelques mois plus tard et retrouve le chemin du terrain lors de la saison 2016-2017,. Cette saison est compliquée pour le club car il se voit relégable et descend en Ligue 2.
À la suite de la descente du club, il intéresse le FC Sion,, mais le joueur se blesse durant la préparation ce qui freine son départ du club.
Lors de la saison 2017-2018, il n'est jamais appelé par son entraîneur Mickaël Landreau. Après avoir participé à 95 rencontres au FC Lorient, il décide avec l'accord du club de résilier son contrat.

#### Racing Club de Lens

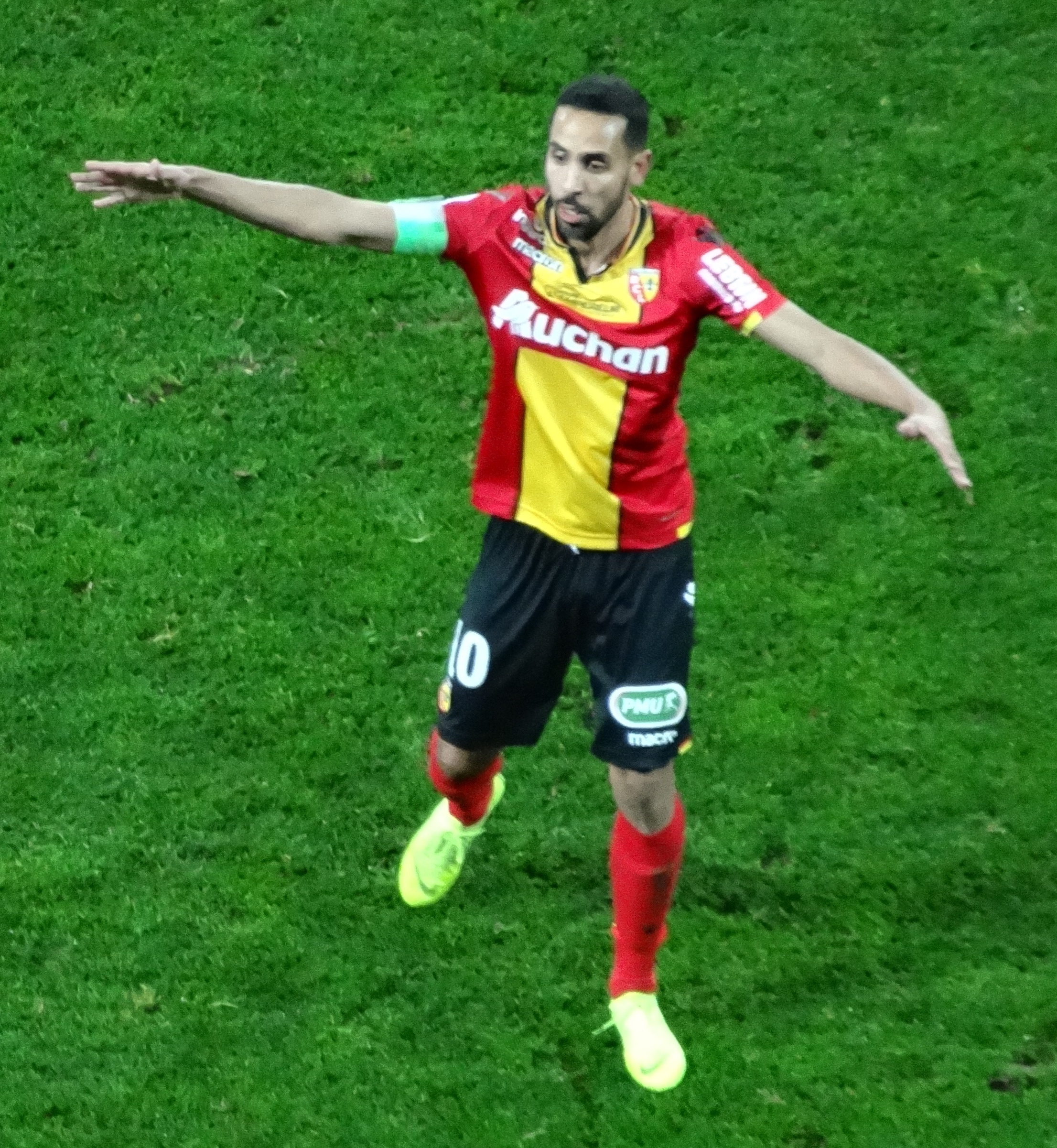
Mesloub, capitaine du RC Lens.

Le 23 janvier 2018, il est en visite à la Gaillette à Lens et s'entraîne avec l'équipe première.
Le 27 janvier 2018, il signe au Racing Club de Lens pour une durée de deux ans et demi. Il porte le numéro 7. Le 2 avril 2018, il inscrit son premier but sous ses nouvelles couleurs face à la Berrichonne de Châteauroux. En à peine six mois, Mesloub réalise une bonne moitié de championnat en inscrivant 5 buts en 13 matchs.
Lors de la saison 2018-2019, il prend le numéro 10 et le nouvel entraîneur, Philippe Montanier, lui confie le brassard de capitaine. Pour autant, son temps de jeu diminue au fur et à mesure de la saison. Le club se classe cinquième du championnat et rejoint les barrages de promotion où il est battu par Dijon.
Toujours en Ligue 2 en 2019-2020, Mesloub voit la concurrence augmenter au milieu de terrain, et il s'asseoit régulièrement sur le banc. À la trêve hivernale, il est libéré de son contrat et quitte l'Artois pour rejoindre Umm Salal au Qatar,. Le 18 septembre 2020, le club qatarien annonce la résiliation de son contrat.

## Profil de joueur
Walid Mesloub évolue généralement à un poste de meneur de jeu axial, où sa qualité technique et sa vision du jeu peuvent s'exprimer.
À Lorient, il a légèrement modifié son jeu, reculant d'un cran pour s'adapter au 4-4-2.

## Statistiques

### En club
| Saison                | Club                  | Championnat           | Championnat | Championnat | Coupe nationale | Coupe nationale | Coupe de la Ligue | Coupe de la Ligue | Algérie | Algérie | Total | Total |
| Saison                | Club                  | Division              | M.          | B.          | M.              | B.              | M.                | B.                | M.      | B.      | M.    | B.    |
| 2006-2007             | Levallois SC          | CFA                   | 32          | 7           | -               | -               | -                 | -                 | -       | -       | 32    | 7     |
| Sous-total            | Sous-total            | Sous-total            | 32          | 7           | -               | -               | 1                 | 1                 | -       | -       | 33    | 8     |
| 2007-2008             | FC Istres             | National              | 35          | 4           | -               | -               | 1                 | 0                 | -       | -       | 36    | 4     |
| 2008-2009             | FC Istres             | National              | 36          | 9           | 2               | 0               | 1                 | 0                 | -       | -       | 39    | 9     |
| 2009-jan 2010         | FC Istres             | Ligue 2               | 17          | 5           | 1               | 0               | 2                 | 1                 | -       | -       | 20    | 6     |
| Sous-total            | Sous-total            | Sous-total            | 88          | 18          | 3               | 0               | 4                 | 1                 | -       | -       | 95    | 19    |
| jan 2010-2010         | Le Havre AC           | Ligue 2               | 17          | 4           | -               | -               | -                 | -                 | -       | -       | 17    | 4     |
| 2010-2011             | Le Havre AC           | Ligue 2               | 31          | 5           | 1               | 0               | 2                 | 0                 | 1       | 0       | 35    | 5     |
| 2011-2012             | Le Havre AC           | Ligue 2               | 34          | 3           | 4               | 0               | 2                 | 0                 | -       | -       | 40    | 3     |
| 2012-2013             | Le Havre AC           | Ligue 2               | 37          | 8           | 5               | 2               | 1                 | 0                 | -       | -       | 43    | 10    |
| 2013-2014             | Le Havre AC           | Ligue 2               | 36          | 7           | 1               | 0               | 1                 | 1                 | -       | -       | 38    | 8     |
| Sous-total            | Sous-total            | Sous-total            | 155         | 27          | 16              | 2               | 6                 | 1                 | 1       | 0       | 178   | 30    |
| 2014-2015             | FC Lorient            | Ligue 1               | 32          | 0           | 1               | 0               | 1                 | 0                 | -       | -       | 34    | 0     |
| 2015-2016             | FC Lorient            | Ligue 1               | 29          | 1           | 4               | 0               | 2                 | 1                 | 6       | 0       | 41    | 2     |
| 2016-2017             | FC Lorient            | Ligue 1               | 21+2        | 0           | 2               | 1               | 1                 | 0                 | -       | -       | 26    | 1     |
| Sous-total            | Sous-total            | Sous-total            | 84          | 1           | 7               | 1               | 4                 | 1                 | 6       | 0       | 101   | 3     |
| 2017-2018             | RC Lens               | Ligue 2               | 13          | 5           | 1               | 0               | 0                 | 0                 | -       | -       | 14    | 5     |
| 2018-2019             | RC Lens               | Ligue 2               | 32          | 2           | 2               | 0               | 2                 | 0                 | -       | -       | 36    | 2     |
| 2019-2020             | RC Lens               | Ligue 2               | 7           | 0           | 2               | 0               | 3                 | 1                 | -       | -       | 12    | 1     |
| Sous-total            | Sous-total            | Sous-total            | 52          | 7           | 5               | 0               | 5                 | 1                 | -       | -       | 62    | 8     |
| Total sur la carrière | Total sur la carrière | Total sur la carrière | 411         | 60          | 24              | 3               | 17                | 4                 | 7       | 0       | 459   | 67    |

## Condamnation
En avril 2022, poursuivi dans une affaire de blanchiment d'argent lié à un trafic de drogue, il est condamné à 18 mois de prison avec sursis.

## Palmarès
- Champion de France de National en 2009 avec le FC Istres
- Élu meilleur joueur de l'année 2018 du Racing Club de Lens[23]